# Walter Schlüter
Pour les articles homonymes, voir Schlüter.
Walter Schlüter, est un ancien pilote de rallyes allemand né en 1911 et mort en novembre 1977.

## Biographie

Porsche 356 Carrera cabriolet, véhicule de tourisme vainqueur de l'édition 1952 de la course Liège-Rome-Liège, avec Helmut Polensky et Walter Schlüter.

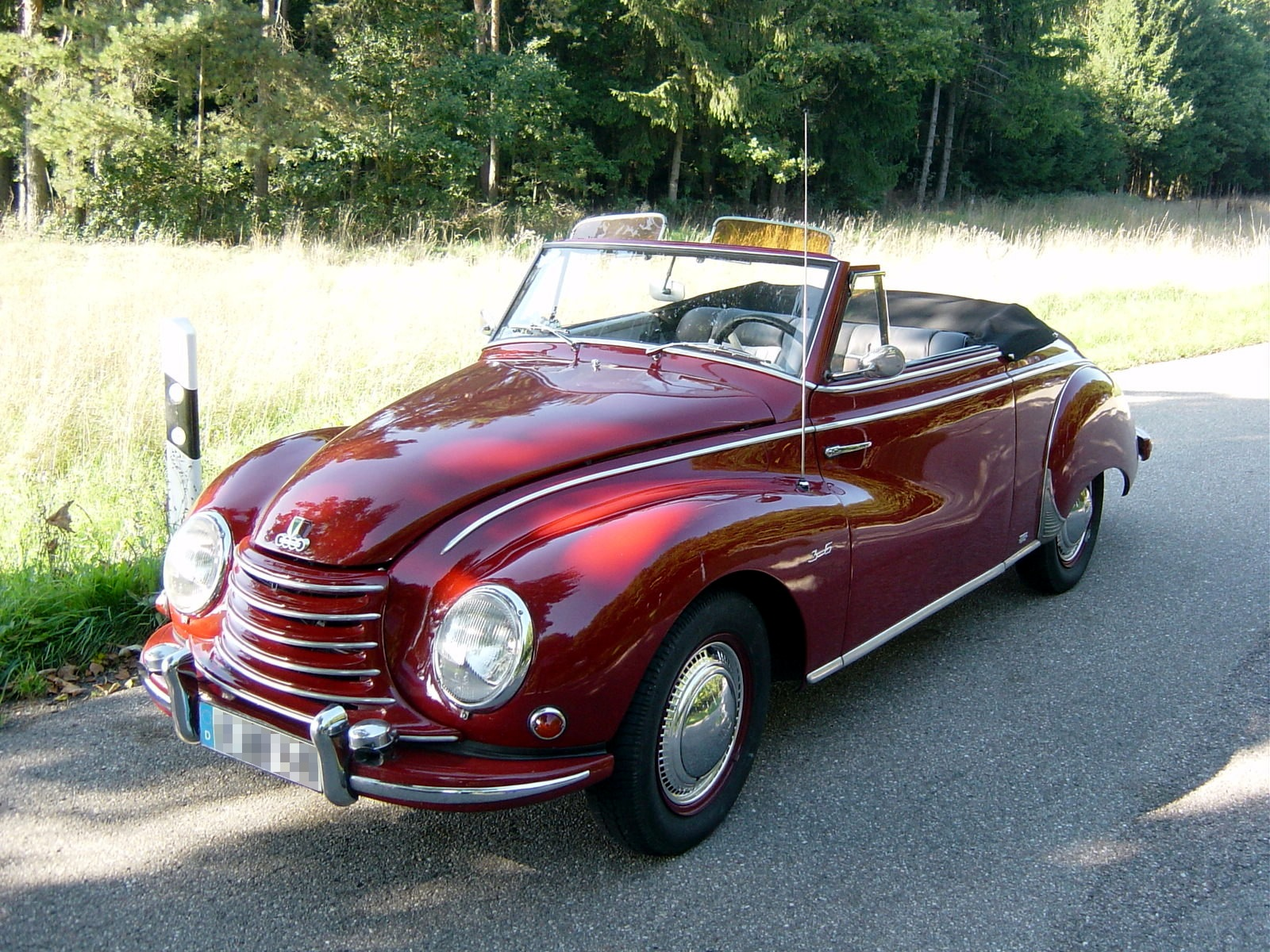
DKW 1000 F91 3 cylindres Sonderklasse Cabriolet 1953-1957

Après avoir remporté la course Liège-Rome-Liège comme copilote de son compatriote Helmut Polensky en 1952 sur Porsche 356 Carrera cabriolet ainsi que les Rallyes de Travemünde 1952 et 1953 avec ce dernier, il devint le second Champion d'Europe des rallyes, en 1954 sur DKW 1000 F91 classe 6 à 3 cylindres, grâce notamment à une victoire dans le Deutschland-Wiesbaden Rally (avec Gustav Menz).
DKW participait pour la première fois au championnat européen, et la marque trusta immédiatement les trois premières places, avec Schlüter, Menz (également excellent en courses de côtes, avec Fritz Trägner and Walter Fritzsching du DKW Golden Team avant-guerre) et Heinz Meier, ce dernier devenant de son côté champion d'Allemagne des rallyes pour DKW la même année, et en 1955.
Lors de la précédente -et 1re- édition du championnat européen, aux côtés d'Helmut Polensky, Schlüter avait remporté les rallye Travemeünde et rallye des Alpes.
En 1955, il termina également 2e du rallye viking.
Il courait habituellement avec une casquette et une cigarette à la main gauche.